# Primer Ministre de Txèquia
El Primer Ministre de la República Txeca (Seznam českých premiérů ) és el cap de govern de la República Txeca. Actualment i des del 8 de maig de 2009 és Jan Fischer, que és Independent.

## Primers Ministres de la República Socialista Txeca (1969-1989)
| No. | Nom             | Inici                  | Fi                     | Partit |
| --- | --------------- | ---------------------- | ---------------------- | ------ |
| 1.  | Stanislav Rázl  | 8 de gener de 1969     | 29 de setembre de 1969 | KSC    |
| 2.  | Josef Kempný    | 29 de setembre de 1969 | 28 de gener de 1970    | KSC    |
| 3.  | Josef Korčák    | 28 de gener de 1970    | 20 de març de 1987     | KSC    |
| 4.  | Ladislav Adamec | 20 de març de 1987     | 12 d'octubre de 1988   | KSC    |
| 5.  | František Pitra | 12 d'octubre de 1988   | 29 de desembre de 1989 | KSC    |

## Primers Ministres de la República Txeca (Dins de Txecoslovàquia) (1989-1992)
Quan la República Txeca formava part de Txecoslovàquia.
| No.     | Nom             | Inici                  | Fi                     | Partit |
| ------- | --------------- | ---------------------- | ---------------------- | ------ |
| 5. (1.) | František Pitra | 29 de desembre de 1989 | 6 de febrer de 1990    | KSC    |
| 6. (2.) | Petr Pithart    | 6 de febrer de 1990    | 2 de juliol de 1992    | OF     |
| 7. (3.) | Václav Klaus    | 2 de juliol de 1992    | 31 de desembre de 1992 | ODS    |

## Primers Ministres de la República Txeca (Independent) (1992-actualitat)
| No.       | Nom              | Inici                  | Fi                     | Partit   |
| --------- | ---------------- | ---------------------- | ---------------------- | -------- |
| 7. (1.)   | Václav Klaus     | 31 de desembre de 1992 | 17 de desembre de 1997 | ODS      |
| 8. (2.)   | Josef Tošovský   | 17 de desembre de 1997 | 17 de juliol de 1998   | Cap      |
| 9. (3.)   | Miloš Zeman      | 17 de juliol de 1998   | 12 de juliol de 2002   | CSSD     |
| 10. (4.)  | Vladimír Špidla  | 12 de juliol de 2002   | 19 de juliol de 2004   | CSSD     |
| 11. (5.)  | Stanislav Gross  | 19 de juliol de 2004   | 25 d'abril de 2005     | CSSD     |
| 12. (6.)  | Jiří Paroubek    | 25 d'abril de 2005     | 16 d'agost de 2006     | CSSD     |
| 13. (7.)  | Mirek Topolánek  | 16 d'agost de 2006     | 8 de maig de 2009      | ODS      |
| 14. (8.)  | Jan Fischer      | 8 de maig de 2009      | 28 de juny de 2010     | Cap      |
| 15. (9.)  | Petr Nečas       | 28 de juny de 2010     | 10 de juliol de 2013   | ODS      |
| 16. (10.) | Jiří Rusnok      | 10 de juliol de 2013   | 29 de gener de 2014    | Cap      |
| 17. (11.) | Bohuslav Sobotka | 29 de gener de 2014    | 13 de desembre de 2017 | CSSD     |
| 18. (12.) | Andrej Babiš     | 13 de desembre de 2017 | actualitat             | ANO 2011 |